# Luftfahrtmesse

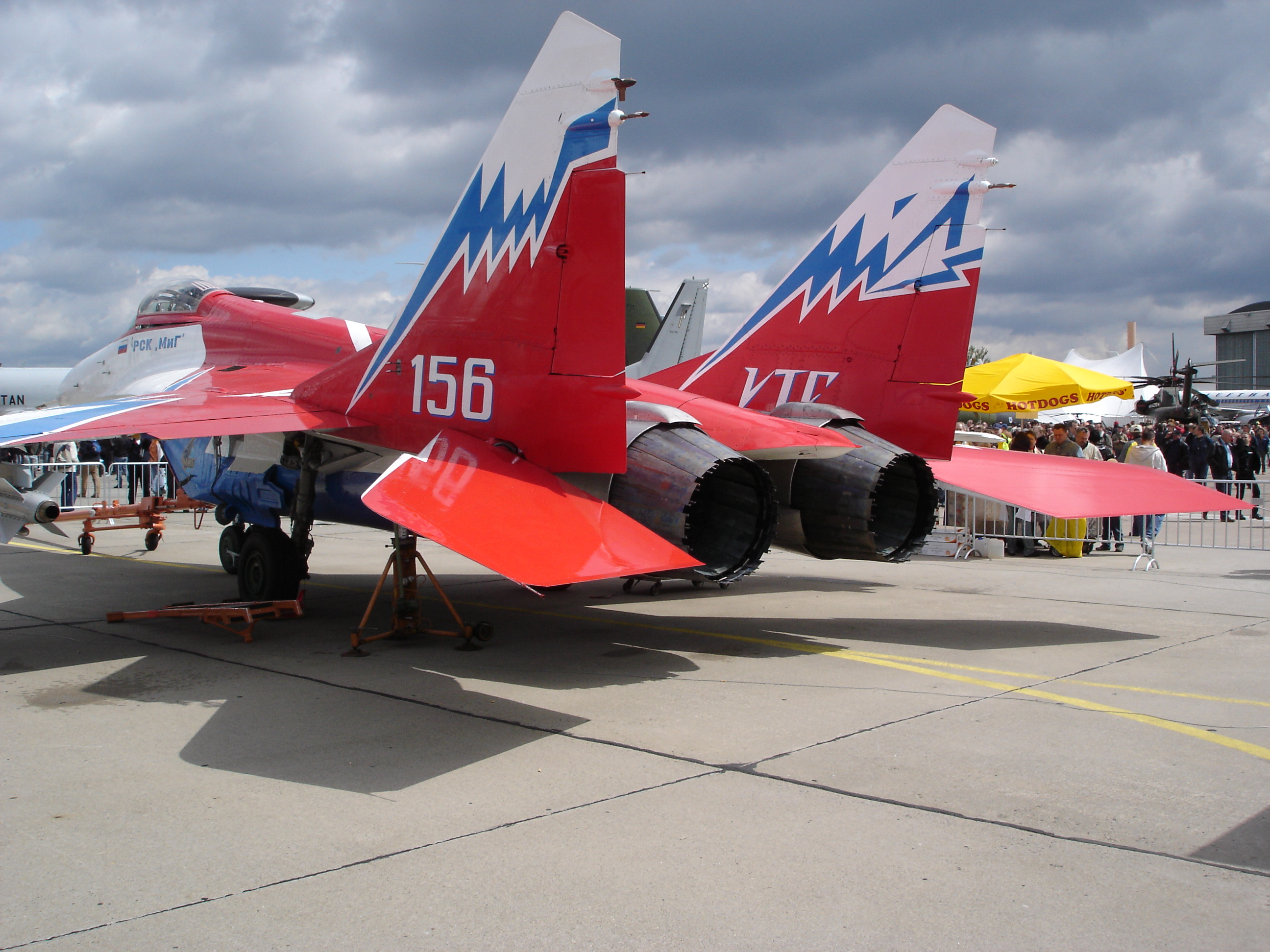
MiG-29OWT (ILA 2006)

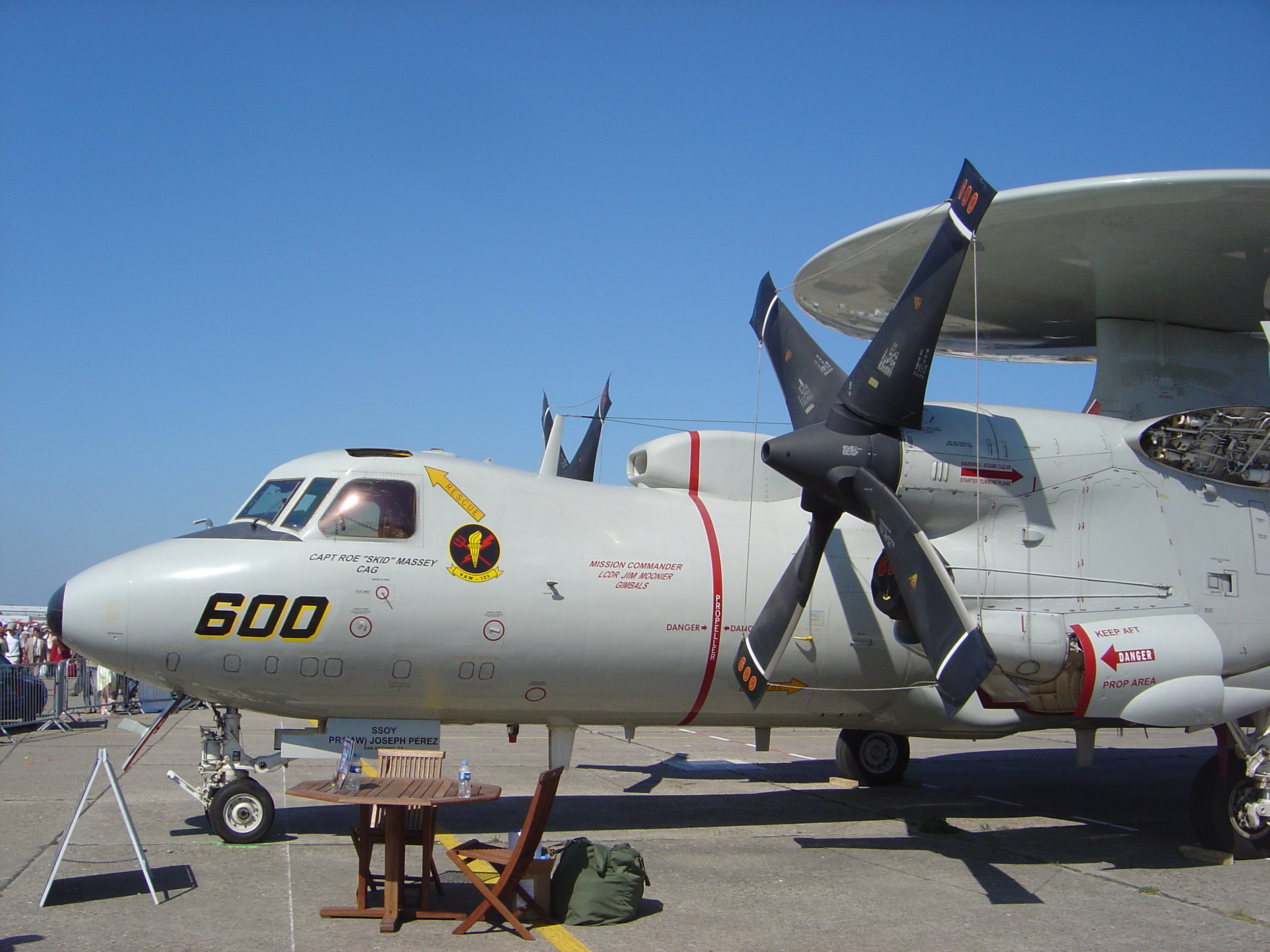
Grumman E-2C-Hawkeye (Paris Air Show 2005)

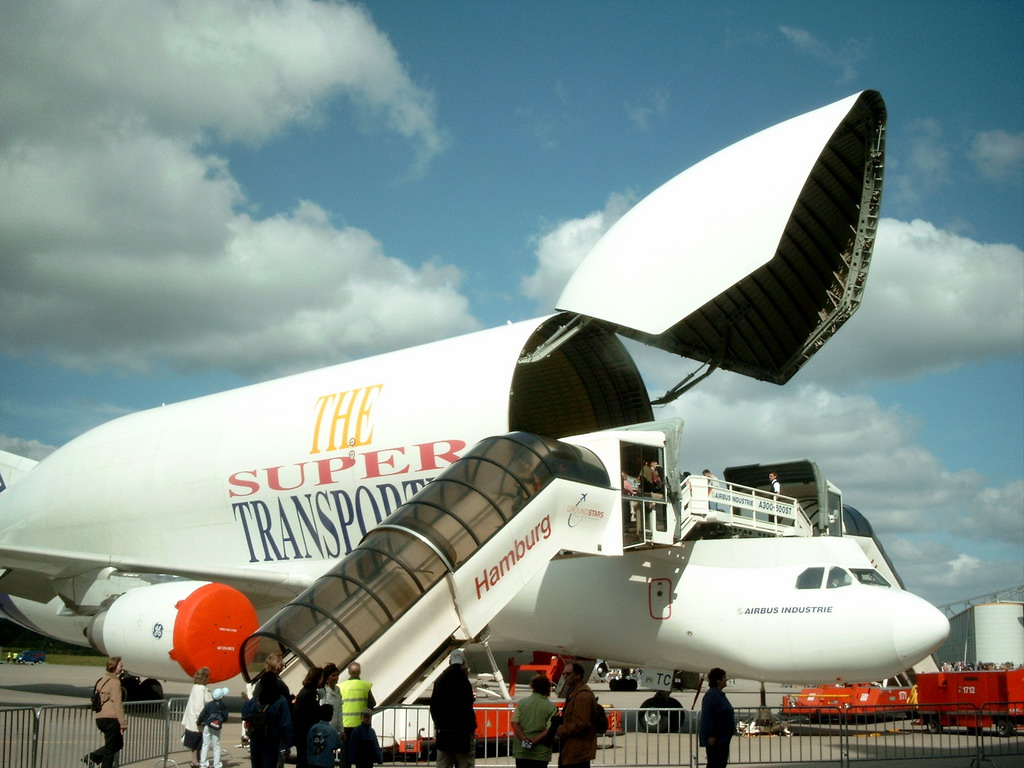
Airbus A300-600ST (Hamburg Airport Classics)

Luftfahrtmessen sind Handelsmessen, bei denen Unternehmen der Luftfahrtbranche Produkte, vor allem neue Flugobjekte,  ausstellen. Teilweise sind zudem Streitkräfte vor Ort, um sich vorzustellen.

## Bedeutende internationale Messen
| Veranstaltung                                                                        | Beschreibung                                                                                        | Ort                                    | Land                         | Turnus          |
| ------------------------------------------------------------------------------------ | --------------------------------------------------------------------------------------------------- | -------------------------------------- | ---------------------------- | --------------- |
| AERO Friedrichshafen                                                                 | Internationale Messe für allgemeine Luftfahrt                                                       | Friedrichshafen                        | Deutschland                  | jährlich        |
| Africa Aerospace & Defence (AAD)                                                     | Messe für militärische Produkte                                                                     | Air Force Base Waterkloof bei Pretoria | Südafrika                    | alle zwei Jahre |
| China International Aviation and Aerospace Exhibition (Airshow China/Zhuhai Airshow) | | Zhuhai                                 | China                        | alle zwei Jahre |
| Dubai Air Show                                                                       | Messe für zivile und militärische Luftfahrt                                                         | Dubai                                  | Vereinigte Arabische Emirate | alle zwei Jahre |
| EAA AirVenture Oshkosh                                                               | weltgrößte Luftfahrtausstellung für Privatflugzeuge                                                 | Oshkosh                                | USA                          | jährlich        |
| European Business Aviation Convention & Exhibition                                   | Fachmesse der European Business Aviation Association und der National Business Aviation Association | Genf                                   | Schweiz                      | jährlich        |
| Farnborough International Airshow                                                    | Internationale Luft- und Raumfahrtmesse                                                             | Farnborough Airfield                   | England                      | alle zwei Jahre |
| Internationale Luft- und Raumfahrtausstellung Berlin (ILA)                           | Internationale Messe für Luft- und Raumfahrt                                                        | Berlin                                 | Deutschland                  | alle zwei Jahre |
| MAKS                                                                                 | Internationaler Luft- und Raumfahrtsalon                                                            | nahe Moskau                            | Russland                     | alle zwei Jahre |
| Paris Air Show Le Bourget                                                            | Pariser Aérosalon                                                                                   | Flughafen Le Bourget bei Paris         | Frankreich                   | alle zwei Jahre |
| Tannkosh                                                                             | Europas größtes Luftfahrttreffen (Fly-in)                                                           | Tannheim                               | Deutschland                  | nie mehr        |